# Psychologie du consommateur
 (avril 2016).
Si vous disposez d'ouvrages ou d'articles de référence ou si vous connaissez des sites web de qualité traitant du thème abordé ici, merci de compléter l'article en donnant les références utiles à sa vérifiabilité et en les liant à la section « Notes et références ».
La psychologie du consommateur est une discipline dont l’objectif est de comprendre et d’influencer le comportement d’achat des consommateurs. En marketing, pour accroître les ventes d’un produit, les professionnels adoptent un certain nombre de techniques psychologiques. Bien souvent, l’individu est incité à acheter, car l’environnement et les signaux que lui envoient les marketeurs (qu'on écrit aussi marketers) finissent par le persuader de le faire. Selon le spécialiste français Romain Cally : « vendre c’est avant tout convaincre psychologiquement un individu d’acheter ».
Longtemps comprise sous le terme d'« analyse du comportement du consommateur », la psychologie du consommateur (ou psycho-marketing) connait un essor important ces dernières années. Elle met en lumière les processus d'influence qui conditionnent à leur insu les acheteurs et consommateurs. De grandes firmes et enseignes font appel à des spécialistes de la psychologie du consommateur pour les aider à mettre en œuvre des stratégies optimales et efficaces sur le marché. L'objectif des professionnels du marketing et donc des marketers est de vendre coûte que coûte un produit ou une marque, pour ce faire, ils font appel aux spécialistes de la psychologie de la consommation.

## Définition de la psychologie du consommateur
Selon l'Encyclopædia Britannica, « la psychologie du consommateur est une branche de la psychologie sociale qui étudie le comportement des consommateurs. Les psychologues de la consommation examinent ainsi les préférences, les pratiques et les habitudes des différents groupes de consommateurs. Leurs recherches sur les attitudes des consommateurs sont souvent utilisées pour aider les spécialistes du marketing lors de leurs campagnes de publicité et de participer à la création de nouveaux produits ».

## Objectifs de la psychologie du consommateur
L'étude de la psychologie a pour objectif la vente d'un produit ou la consommation d'un service. Pour ce faire, un marketeur (ou psycho-marketeur) tente de comprendre les comportements d'achat des consommateurs/acheteurs : en faisant des enquêtes sur les comportements d'achat, discerner les effets des variables dites « psychologiques » et marketing. Cette fonction implique une bonne connaissance en mathématique et statistique. Il s'efforce d'expliquer les comportements d’achat des consommateurs/acheteurs : cela dans le but d'anticiper d'éventuels succès ou échecs commerciaux (et donc réduire les risques financiers pour les industriels). Prévoir le comportement d'achat est l'intérêt absolu des managers et donc des psychomarketers. Son but est de d'influencer, d'affecter les comportements d’achat des consommateurs et acheteurs : cela consiste à utiliser les procédés empruntés à la psychologie pour façonner des stratégies publicitaires. 
La compréhension de la psychologie du consommateur emprunte notamment de nouvelles voies avec notamment le développement du neuromarketing.
La psychologie du consommateur a transformé les pratiques du marketing pour les rendre plus efficaces, s’agissant notamment de la consommation de masse. Le rôle de la communication et des mécanismes de l’influence ont débordé largement le domaine économique et les responsables politiques s’y intéressent toujours plus.

## Étudier le comportement du consommateur
Dubois et Vanhuele, rappellent que : « L'expression comportement du consommateur fait aussi référence à une discipline de recherche et d'enseignement. Celle-ci s'inscrit dans le marketing et emprunte à d'autres disciplines comme la psychologie, la sociologie et l'économie. Au niveau opérationnel, l'étude du comportement du consommateur est un fondement important de la pratique marketing. Toute décision stratégique ou tactique envisagée par le responsable marketing d'une entreprise repose inévitablement sur un corps d'hypothèses implicites ou explicites relatives à la réponse du marché. ».
Comprendre la psychologie du consommateur implique d'étudier ses attitudes dans une situation d'achat ou de réachat ainsi que son comportement. Cette attitude est communément composée de trois dimensions :
- cognitive : elle concerne les croyances qu'un individu peut avoir sur un produit ou une marque. En prenant l'exemple de l'attitude d'un consommateur face à un produit, nous pouvons dire que cette dimension correspond à son niveau de connaissance sur le produit ;
- affective : se classent ici tous les éléments dus à l'émotion (affect) ;
- conative : c'est ce que l'on appelle la prédisposition à l'action. Elle correspond à l'intention d'achat.

Selon l'expert français Romain Cally, la certitude que les acheteurs accordent à leurs croyances serait une variable incontournable et capital, en psychologie du consommateur. La certitude permettrait de comprendre comment ils perçoivent et choisissent les produits (ou les marques). Elle déterminerait dans quelle mesure la croyance d'un consommateur sur un produit donné peut être utilisée dans son processus évaluatif. Ainsi, plus un stimulus sera jugé comme sûr par un consommateur, plus il aura des chances d'affecter la décision d’achat.

## Formations et travaux de recherches
En 2015, il n'y a pas encore de formations spécifiques dédiées à la psychologie du consommateur. Maîtriser ce domaine implique de suivre un cursus en marketing, psychologie, psychologie sociale, communication, vente et management commercial, etc. Plusieurs universités en France proposent des modules d'enseignement qui traitent de la psychologie du consommateur ou de la vente.
Outre les études, plusieurs livres, sites internet et articles de recherches sont consacrés à cette discipline, comme le livre de Nicolas Gueguen intitulé Psychologie du consommateur, Pour mieux comprendre comment on vous influence : 100 petites expériences, paru en 2011 et spécifiquement dédié à cette spécialité.
Plusieurs revues scientifiques traitent de ce domaine, comme la revue Journal of Consumer Psychology (en).